# Boreioglycaspis melaleucae
Boreioglycaspis melaleucae är en insektsart som först beskrevs av Moore 1964.  Boreioglycaspis melaleucae ingår i släktet Boreioglycaspis och familjen rundbladloppor. Inga underarter finns listade i Catalogue of Life.